# Jocul lașului
Jocul lașului (menționat și ca puiul jucăuș) este un joc în care doi jucători se angajează într-o activitate din care poate rezulta o vătămare serioasă, dacă cel puțin unul dintre ei nu cedează. Acest joc este, în mod comun, aplicat în cazul folosirii a două vehicule cu motor de către doi conducători care pornesc unul înspre celălalt, iar primul care virează pierde și este umilit, fiind numit laș. (Un astfel de exemplu poate fi văzut în filmul Rebel Without a Cause, în care două personaje conduc mașinile în direcția unei stânci.) În practică, acest tip de joc, dacă este jucat într-adevăr, este cel mai probabil să fie jucat între adolescenți sau între tineri agresivi, deși nu este deloc popular. Principiul jocului este de a crea presiune, până când o persoană cedează.
Sintagma jocul lașului poate fi folosită și ca o metaforă pentru o situație în care două partide se angajează într-o demascare din care nu au nimic de câștigat și doar din cauza mândriei nu cedează. Lui Bertrand Russell îi aparține faimoasa comparație a jocului lașului cu politica în cazul situării pe marginea prăpastiei, o metodă de negociere în care fiecare parte întârzie să facă concesii până când termenul limită este iminent. Presiunea psihologică poate forța un negociator să încuviințeze evitarea unui rezultat negativ. Poate fi o tactică foarte periculoasă; dacă nici una din părți nu "virează", este sigur că va apărea o coliziune.

## Lașulși teoria jocurilor
O versiune formală a jocului puiului de găină a fost subiectul unei cercetări serioase în cadrul teoriei jocurilor. Din cauză că „pierderea“ ce rezultă din faptul de a vira este comparată în mod trivial cu coliziunea care apare, dacă nimeni nu virează, strategia rezonabilă ar părea să fie aceea de a vira înainte ca o coliziune să fie probabilă. Cunoscând aceasta, dacă unul dintre participanții la joc crede că oponentul său acționează rațional, s-ar putea întâmpla ca acest participant să nu vireze deloc, crezând că oponentul său se va decide să vireze, lăsându-l să câștige. Această strategie instabilă poate fi formalizată spunând că există mai mult decât un echilibru Nash pentru acest joc, un echilibru Nash fiind o pereche de strategii pentru care nici un jucător nu câștigă în cazul în care se decide să își modifice strategia, atunci când celălalt nu și-o modifică.
(În acest caz echilibre sunt cele două situații în care un jucător virează în timp ce celălalt jucător nu virează.)
O tactică posibilă a jocului este ca o parte să semnalizeze convingător intențiile, înainte ca jocul să înceapă. De exemplu, dacă un jucător și-ar bloca volanul chiar înainte de meci, atunci oponentul său ar fi obligat să vireze. Aceasta arată că în anumite circumstanțe, reducând-și opțiunile proprii, poate fi o strategie bună pentru respectivul jucător. Un exemplu real este cel al unui protestatar care se leagă cu cătușe de un anumit obiect static, astfel încât nimic din ceea ce l-ar putea obliga să se miște, nu-l poate amenința (din moment ce nu se poate mișca). 
Matricea recompenselor pentru jocul lașului arată în felul următor:
|                         | Virare | Condus în linie dreaptă |
| Virare                  | 0, 0   | -1, +1                  |
| Condus în linie dreaptă | +1, -1 | -20, -20                |
Desigur, acest model presupune că un anumit jucător își alege strategia înainte de a juca și acționează conform acesteia - o supoziție ireală, din moment ce, dacă un jucător îl vede pe celălalt că virează devreme, poate conduce tot înainte, nemaiținând cont de planurile sale inițiale.
Prin acest model și în contrast cu dilema prizonierului, unde o acțiune este întotdeauna cea mai bună, în jocul lașului se vrea a se face opusul a ceea ce face celălalt jucător.

### Lașul și dilema prizonierului
În jocul lașului, dacă oponentul tău cooperează și (virează), atunci pentru tine e mai avantajos să nu cooperezi (să mergi înainte) - aceasta îți oferă rezultatul ideal. Dacă oponentul tău nu cooperează, atunci e mai bine pentru tine să cooperezi. Lipsă de cooperare mutuală produce efectul cel mai rău (deci unul instabil), cu toate că în dilema prizonierului cel mai rău rezultat posibil e cooperarea unuia dintre participanți și lipsa de cooperare a celuilalt, o lipsă de cooperare mutuală fiind stabilă. În ambele jocuri, cooperarea mutuală e instabilă.
Se poate remarca că dilema prizonierului recompensează "amabilitatea", "pedeapsa", și "iertarea" (în sensul că strategiile avantajoase aplicate populațiilor mixte tind să demonstreze aceste atribute), jocul lașului încurajează formarea relațiilor ierarhice între indivizi unde "fiecare își știe locul". Astfel, dacă cineva ar dori să încurajeze primul set de caracteristici într-o societate, atunci el ar încerca să convingă oamenii că fac parte dintr-un joc de tipul dilemei prizonierului în loc de un joc de tipul jocului lașului, prin urmare, că avantajul ambilor în caz de cooperare e mai mic decât pierderea în caz de lipsă de cooperare mutuală; în mod invers, dacă cineva dorește să încurajeze ierarhii stabile, atunci ar convinge oamenii că fac parte dintr-un joc de tipul jocului lașului, ceea ce înseamnă că pierderea recompensei de către cel care pierde produce un rezultat mai rău decât lipsa de cooperare mutuală.